# Erik Bladström
Erik Bladström   (Västervik, 29 de març de 1918 - Västervik, 21 de maig de 1998) fou un piragüista suec que va competir durant la dècada de 1930.
El 1936 va prendre part en els Jocs Olímpics de Berlín on, fent parella amb Sven Johansson, guanyà la medalla d'or en la competició del K-2 plegable, 10.000 metres del programa de piragüisme. En el seu palmarès també destaca una medalla de plata al Campionat del món en aigües tranquil·les de 1938 en la mateixa prova.